# Семенково (Смоленский район)
Семенково — деревня в Смоленском районе Смоленской области России. Входит в состав Талашкинского сельского поселения. Население — 80 жителей (2007 год). 
Расположена в западной части области в 15 км к югу от Смоленска, в 12 км западнее автодороги А141 Орёл — Витебск, на берегу реки Ласточка. В 16 км северо-восточнее деревни расположена железнодорожная станция Тычинино на линии Смоленск — Рославль. 

## История
В годы Великой Отечественной войны деревня была оккупирована гитлеровскими войсками в июле 1941 года, освобождена в сентябре 1943 года. 